# Fehértorkú cerkóf
A fehértorkú cerkóf (Cercopithecus albogularis) egy Etiópia és Dél-Afrika között, valamint a Kongói Demokratikus Köztársaság területén élő cerkóf, Nagyon hasonlít a fejdíszes cerkófra. Régebben azt hitték, hogy az aranycerkóf és az ezüstcerkóf, valamint ez a faj is a fejdíszes cerkóf alfaja. Az különbözteti meg az előbbi fajoktól, hogy nagy fehér folt van a mellkasa felső részén valamint a torka környékén. Feje teteje pedig őszes, és nem fekete.

## Alfajai
A fehértorkú cerkófnak 12 alfaja van:
- Cercopithecus albogularis albogularis
- Cercopithecus albogularis albotorquatus
- Cercopithecus albogularis erythrarchus
- Cercopithecus albogularis francescae
- Cercopithecus albogularis kibonotensis
- Cercopithecus albogularis kolbi
- Cercopithecus albogularis labiatus
- Cercopithecus albogularis moloneyi
- Cercopithecus albogularis monoides
- Cercopithecus albogularis phylax
- Cercopithecus albogularis schwarzi
- Cercopithecus albogularis zammaranoi